# Общество.Будущее
Общероссийское общественное движение «Общество.Будущее» (сокр. ОБ) — российское национал‑демократическое движение. Основано в 2020 году политиками Романом Юнеманом и Данилом Махницким для участия в выборах. Организация считает защиту интересов русского народа и русской культуры главной задачей государства, продвигает концепцию гражданской русской нации. Выступает за расширение полномочий регионов и строгий миграционный учёт.

## История
Политики Роман Юнеман и Данил Махницкий создали политическое движение «Общество.Будущее» в 2020 году. Движению предшествовал одноимённый центр, учреждённый Юнеманом в январе того же года. В июне политик объявил о создании на основе центра политического движения для участия в выборах. Хартию об учреждении движения подписали 11 ноября в Севастополе — создание организации приурочили к 100-летию Русского исхода.

## Идеология
Юнеман называл членов движения правоцентристами и описывал организацию как «оппозиционное движение с конструктивной повесткой». Идеология движения — национал-демократия. По словам политика, в будущем организация станет идейно «более универсальной».
«Общество.Будущее» считает защиту интересов русского народа и русской культуры главной задачей государства, продвигает концепцию гражданской русской нации. Движение призывает упразднить национальные республики, расширить самостоятельность регионов и наделить муниципалитеты полномочиями по сохранению местной традиционной культуры.
Организация поддерживает защиту базовых прав и свобод человека. Предлагает ввести визовый режим со странами Средней Азии и Закавказья, организовать строгий учёт мигрантов, заметно уменьшить роль государства в экономике и установить преемственность Российской Федерации от Российской империи. Движение признаёт Крым неотъемлемой частью России.

## Структура
«Общество.Будущее» состоит из членов и сторонников. Региональные отделения движения называются на древнеримский манер «доменами», их главы — «кураторами».

## Деятельность

### Регистрация партии и выборы
Движение планирует зарегистрировать политическую партию. В 2023 году Юнеман заявил, что «в нынешних условиях» государство не зарегистрирует партию, но движение готовится к её созданию в будущем.
«Общество.Будущее» участвовало в муниципальных выборах в Москве, Санкт-Петербурге, Нижнем Новгороде. Члены движения баллотировались и в парламенты субъектов: Николай Колосов — в Московскую городскую думу, Савва Федосеев — в Законодательное собрание Санкт-Петербурга, Павел Муслин — в Законодательное собрание Ростовской области. В 2021 году сооснователи организации Роман Юнеман и Данил Махницкий шли кандидатами в Госдуму.
Организация помогала кандидатам в подготовке документов и сборе подписей, обучала фандрайзингу. Также члены движения участвовали в выборах в качестве наблюдателей.

### Активизм
«Общество.Будущее» поддерживает российские войска в конфликте с Украиной, но считает начало войны стратегической ошибкой. Члены движения снабжали медикаментами военнослужащих, жителей Херсонской области и больницы Донецка, отправляли обогреватели жителям Мариуполя, собирали и передавали гуманитарную помощь украинским беженцам в России. Организация также оказывала военнослужащим юридическую помощь.
«Общество.Будущее» несколько лет вело кампанию в защиту Битцевского леса от вырубки для застройки. В 2024 году активисты собирали подписи жителей московского района Жулебино против строительства мечети, поднимали в медиа тему нелегальных хостелов для мигрантов на востоке столицы.

### Декоммунизация
Движение выступает за переименование улиц, названных в честь деятелей советского времени, участвовавших в репрессиях. «Общество.Будущее» подготовило список из 200 городов, где, по мнению организации, улицам следуют вернуть историческое название.
На конференции движения «Красные в городе: что делать с наследием большевиков?» активист организации Станислав Савушкин заявил, что декоммунизация не должна ограничиваться названиями улиц. По его словам, следует заменить кремлёвские звёзды, убрать Мавзолей Ленина, некрополь у Кремлёвской стены, памятники Ленину, Сталину, Свердлову и Дзержинскому.

## Оценки
Депутат Госдумы от КПРФ Юрий Афонин считал идеологию движения экзотической, а его членов — «антисоветчиками».
Исследователь Вера Альперович отнесла движение к ультраправым. Издание Sotaproject писало, что «Общество.Будущее» использует в избирательных кампаниях «ксенофобскую повестку». Юнеман отвергал принадлежность организации к крайне правой идеологии.